# Liste des concerts de Dalida
Voici une liste incomplète de concerts donnés par la chanteuse et actrice française Dalida.

## Années 1950

### 1955
- Villa d'Este
- Drap d'Or

### 1956
- 9 avril — Paris (Olympia) ; Numéro un de demain

### 1957
- 27 février au 19 mars — Paris (Olympia) ; vedette anglaise de Charles Aznavour
- 19 avril au 1er mai — Paris (Bobino) ; vedette américaine de Odette Laure
- 8 mai — Paris (Olympia) ; Musicorama
- Tournée de 40 jours avec Jean Valton et Annie Cordy
- 10 mai — Gala des étoiles à Bordeaux
- 15 mai — Gala des étoiles
- 19 septembre au 9 octobre — Paris (Olympia) ; vedette américaine de Gilbert Bécaud
- Paris (Olympia) ; vedette américaine des Compagnons de la chanson
- Octobre — Tournée dans le nord
- 14 décembre - Bruxelles (Ancienne Belgique)
- 16 décembre - Bruxelles (Cirque royal) ; nuit électrique
- Marseille (Alcazar)

### 1958
- Tournée avec Jean Yanne
- 6 mars - Paris (Olympia) ; Musicorama
- été - Algérie
- 23 août - Orange (Théatre antique)
- 9 au 28 octobre - Paris (Bobino)
- Avignon

### 1959
- Tournée en Algérie
- 21 février - Liège
- avril - Le Caire (Rivoli)
- 14 mai - Paris (Olympia) ; Musicorama
- 27 mai - Nancy (Gala des étoiles)
- 2 juin - Orléans (Gala des étoiles)
- 9 juin - Lyon (Gala des étoiles)
- 25 juin - Berlin (Deutschland hall)
- 31 juillet - Genève (Suisse)
- 23 septembre au 12 octobre - Paris (Théâtre de l'étoile)
- 22 octobre au 2 novembre - Paris (Bobino)
- 7 novembre - Bruxelles (Ancienne Belgique)
- 13 décembre - Lausanne, Théâtre de Beaulieu (Suisse)

## Années 1960

### 1960
- 16 avril - Knokke le Zoute
- 24 mai - Montpellier (Gala des étoiles)

### 1961
- 18 février 1961 - Téhéran
- Tournée avec Danyel Gérard et Jean-Jacques Debout
- Tournée avec Richard Anthony
- 14 mars - Nancy (Gala des étoiles)
- 20 mai - Oostende (Kuursal Oostende)
- 1er août - Arcachon
- 27 août - Saint-Raphaël (Théâtre de Verdure)
- 30 août - Juan les pins
- novembre - Tournée de 20 jours dans le sud et l'est de la France
- 3 décembre - Lyon (Palais d'hiver)
- 7 décembre et suivants - Paris (Olympia)
- 30 décembre - Bruxelles (Ancienne Belgique)

### 1962
- avril - tournée d'un mois en Italie
- juillet - Saïgon (Théâtre Rex)
- 5 août - Pologne (Casino Riva-Bella)
- 8 août - Montreux, Casino (Suisse)
- 12 août - Genève, Fêtes de Genève (Suisse)
- 18 décembre - Paris (Musicorama)
- Espagne
- Canada

### 1963
- 24 juin - Jambes ; Tour de France
- juillet - Pologne
- 24 décembre (ou 1964) - Taormina (Casino Kursal)

### 1964
- 23 mai - Genève (Suisse)
- Tournée à partir du 14 juin avec Romuald et Henri Tisot
- 26 juin - Fribourg, Théâtre Livio (Suisse)
- 28 juin - Thonon-les-Bains
- 13 juillet - Orléans
- 13 août - Draguignan
- 3 au 21 septembre - Paris (Olympia)
- septembre - Tourtelle
- 7 octobre - Bruxelles (Cinéma Métropole)
- Marseille (Gymnase)

### 1965
- 2 février - Paris (Olympia) ; Musicorama
- Mars - Paris (Bobino) ; Musicorama
- 26 juin - Angoulème
- juin - Maroc
- 24 juillet - Beaucaire
- 9 août - Montreux, Casino (Suisse)
- 11 août - Eze
- août - Saint-Jean de Tyrosse
- décembre - Algérie ; Tlemcem, Sidi bel abbes, Oran ou encore Mostaganem.

### 1966
- 13 février - Paris (Olympia) ; Musicorama
- 27 mars - Monaco (Sporting)
- 2 avril - Villiers en lieu
- 3 avril - Sagy
- 30 avril - Forêt de Moulières
- 28 avril au 4 mai - Gala en Espagne
- Mont Saint-Michel
- 6 mai - Toulouse
- 15 mai - Longwy
- 28 mai - Épinay sur seine
- 2 juin - Mariage d'Orlando à Rome
- 4 juin - Mehun sur Yèvre
- 5 juin - Bessèges
- 8 et 9 juin - Casablanca
- 12 juin - Givor
- 18 juin - Montrond
- 19 juin - Amiens
- 25 au 29 juin - Tchécoslovaquie ; Festival de Bratislava et Prague
- 2 juillet - Belleville en Beaujolais
- 3 juillet - Grenoble
- 10 juillet - Lapalisse
- 12 juillet - La roche posay
- 13 juillet - Ile d'Yeu
- 16 juillet - Briare
- 17 juillet - Lamothe Beuvron
- 17 juillet - Douai les fontaines ; fête de la rose
- 19 juillet - Néris
- 21 juillet - Valbonne
- 24 juillet - Fourmies
- 27 juillet - Pornichet (Casino)
- 31 juillet - Saint-Girons
- 1er août - Orthez
- 7 août - Saint-Paul de fenouillet
- 8 août - Villeneuve de Marsan
- 12 août - Colmar
- 14 août - Magnac laval
- 15 août - Villefranche
- 22 août - Fabras
- 27 août - Nice
- 29 août - Bergerac
- 1er octobre - Paris (Mutualité)
- 6 octobre - Langres
- 8 octobre - Le Gornay-sur-Marne
- 16 octobre - Landrecis
- 29 octobre - Berne (Suisse)
- 6 novembre - Lyon (Bourse du travail)
- novembre - Tananarive ; 2 galas
- novembre - Saint-Denis ; Réunion, 2 galas
- 2 décembre - Notre-Dame de Gravenchon
- 4 décembre - Hassi Messaoud ; Algérie et d'autres galas
- 31 décembre - Toulouse
- Armentière

### 1967
- 25 et 26 janvier - festival de San Remo
- 25 février - Maisse
- 21 juin au 4 septembre - Tournée Europe 1 et Antargaz ; 21 juin au 28 juin : Circuit du Midi-Libre, du 29 juin au 23 juillet : Tour de France, du 27 juillet au 4 septembre : Tournée des plages
- 21 juin - Lons-le-Saunier
- 22 juin - Dijon
- 23 juin - Troyes
- 24 juin - Reims
- 25 juin - Sarcelles
- 26 juin - Meulan
- 27 juin - Vernon
- 28 juin - Angers
- 29 juin - Laval
- 30 juin - Saint-Malo
- 1er juillet - Caen
- 2 juillet - Amiens
- 3 juillet - Roubaix
- 4 juillet - Jambes
- 5 juillet - Metz
- 6 juillet - Strasbourg
- 7 juillet - Belfort
- 9 juillet - Divonne-les-bains
- 10 juillet - Briançon
- 11 juillet - Digne
- 12 juillet - Marseille
- 13 juillet - Carpentras
- 14 juillet - Sète
- 16 juillet - Toulouse
- 17 juillet - Luchon
- 18 juillet - Pau
- 19 juillet - Bordeaux
- 20 juillet - Limoges
- 21 juillet - Clermont
- 22 juillet - Fontainebleau
- 23 juillet - Versailles
- 27 juillet - Royan
- 28 juillet - Saint-Pierre-d'Oleron
- 29 juillet - Chatelaillon
- 30 juillet - La Rochelle
- 31 juillet - Saint-Martin-De-Re
- 1er août - La Tranche
- 2 août - Les Sables
- 3 août - Lorient
- 4 août - Noirmoutier
- 5 août - saint-Brevin
- 6 août - Nantes
- 7 août - La Baule
- 8 août - Saint-Nazaire
- 9 août - Vannes
- 10 août - Carnac
- 11 août - Quiberon
- 12 août - Quimperlé
- 13 août - Pontivy
- 14 août - Quimper
- 15 août - Morgat
- 16 août - Brest
- 17 août - Saint-Quay-Portrieux
- 18 août - Perros Guirrec
- 19 août - Dinard
- 20 août - Avranches
- 21 août - Granville
- 22 août - Courseulles
- 23 août - Cabourg
- 24 août - Deauville
- 25 août - Le Havre
- 26 août - Fécamp
- 27 août - Dieppe
- 28 août - Le Treport
- 29 août - Berck Plage
- 30 août - Boulogne-sur-Mer
- 31 août - Calais
- 1er septembre - Dunkerque
- 2 septembre - Douai
- 3 septembre - Arras
- 4 septembre - Rouen
- 5 au 23 octobre - Paris (Olympia)
- 17 octobre - Gonflans-Saint-Honorine
- novembre - Gala à travers la France
- 2 décembre - Melun
- 3 décembre - Pont de veau
- 4 décembre - Meaux
- 11 décembre - Thionville
- 12 décembre - Nancy

### 1968
- 10 février - Gstaad, Hôtel Windsor (Suisse)
- 14 février - Grenoble
- 17 au 27 février - Tournée d'Italie
- 17 mars - Saint Hilaire Les Loges
- 23 mars - Bourgoin
- 30 mars - Beaupreau
- 31 mars - Challan
- 13 avril - Chasselay
- 28 avril - Niort
- 30 avril - Longwy
- mai - Amérique du Sud (10 jours)
- mai - Canada (1 semaine)
- mai - Antilles (1 semaine)
- mai - Japon (10 jours)
- Italie - Cantagiro
- 19 juin présentation à San Remo
- 20 juin Cueno
- 21 juin Borgosesia
- 22 juin Savona
- 23 juin Sestri Levante
- 24 juin Genova
- 25 juin Marina di Massa
- 26 juin Montecatini
- 27 juin Follonica
- 28 juin Ostia
- 29 juin Torre del Greco
- 30 juin repos
- 1er juillet Perugia
- 2 juillet Macerata
- 3 juillet Senigallia
- 4 juillet Ferrara
- 5 juillet Recoaro ; 1/2 finale
- 6 juillet Recoaro ; finale
- 14 juillet - Le Havre
- 30 août - Palerme
- 9 novembre - Creil
- 16 novembre - Potigny
- 23 novembre - Zurich (Suisse)

### 1969
- 9 au 11 janvier - Gala en Italie ; Milan
- janvier - Cannes ; Midem
- 22 février - Deux Alpes
- 23 février - Saint-Etienne
- 7 mars - Rome (Palazzo dello sport)
- 12 au 14 mars - Berlin
- 25 et 26 mars - Belgrade
- 15 au 27 avril - Tournée de France
- avril - Sénégal
- 25 mai - Rémérangles ; Grande nuit des fleurs
- 15 au 31 juillet - Tournée d'Italie
- 1er août - La Gacilly
- 3 août - Brioude
- 5 août - Selestat
- 6 août - Evian
- 8 août -Saint-Flour
- 9 août - Saint-Cyr
- 11 et 12 août - Athènes
- 13 août - Nice
- 14 août - Fréjus
- 16 août - Knokke le zoute
- 17 août - Boulogne sur mer
- 20 août - Dax
- 23 août - Château Boussac
- 25 août - Porto Polo
- 26 août - Juan les Pins
- 27 août - Monte-Carlo
- 29 août - Bastelica
- 31 août - Libourne
- 1er septembre - Escoubes
- 4 septembre - Cassis
- 6 septembre - Peyrecave
- 7 septembre - Castelnau Medo
- 12 au 14 septembre - Salonique
- 15 et 16 septembre - Belgrade
- 20 septembre - Gala des étoiles
- octobre - Valence
- 18 au 22 décembre - Gala au Gabon

## Années 1970

### 1970
- janvier - Papeete
- 7 au 11 février - Tournée d'Italie
- 14 au 20 février - Téhéran
- 3 mai - Paris (Pleyel)
- 8 au 15 juillet - Gala en Grèce
- septembre - Grèce (Miss univers)
- 23 novembre - Lugano (Suisse)
- Ostende
- Genève, Hôtel Intercontinental (Suisse)

### 1971
- janvier - Belgrade ; Gala de clôture du Festival international du film de Belgrade + 2 concerts
- 17 octobre - Marlenheim
- 30 octobre - La Côte Saint-André
- 31 octobre - Auxerre
- 1er novembre - Clermont-Ferrand
- 3 novembre - Aurillac
- 4 novembre - Mazamet
- 5 novembre - Cahors
- 6 novembre - Angoulème
- 7 novembre - Tours
- 22 novembre au 5 décembre - Paris (Olympia)
- Beyrouth

### 1972
- 24 juin - Eaubonne
- 1er juillet - Spa
- 2 juillet - Yvoy le Marron
- 14 juillet - Cot Chiavari
- 16 juillet - Maubeuge
- 23 juillet - Luzinian
- 26 juillet - Fréjus
- 27 juillet - Nice
- 11 décembre - Orléans
- 22 décembre - Charenton
- 23 décembre - Château Thierry

### 1973
- 6 et 7 janvier - Beyrouth
- 13 janvier - Paris (Mutualité)
- 20 janvier - La Celle Saint-Cloud
- 7 du 15 février, sauf 9 et 11 - Japon
- 3 mars - Paris (Mutualité)
- 27 avril - Saint-Louis
- 5 mai - Genissiat par Bellegarde
- 19 mai - Nîmes
- 26 mai - Montville
- 3 juin - L'Aigle
- 10 juin - Levier
- 16 juin - Malakoff
- 24 juin - Pithiviers
- 28 juin - Vincennes (Cirque Jean Richard) ; fête des républicains indépendants
- 1er juillet - Serifontaine
- 14 juillet - Maubeuge
- 14 juillet - Hénin
- 21 juillet - Vedene
- 15 novembre - Madrid
- 4 au 9 décembre - Beyrouth

### 1974
- 15 janvier - Paris (Olympia)
- 6 août - Narbonne
- 7 au 15 février - Japon
- 1er mai - Compiègne
- 4 mai - Toulouse
- mai - Genève (Suisse)
- 9 juillet au 17 août - podium Sud radio
- 12 juillet - Foix
- 10 novembre - Zedelgem
- Caen
- Besançon

### 1975
- 13 janvier - Paris (Olympia) ; Musicorama
- 23 janvier - Beyrouth - Liban (Picadilly)
- 8 mars - Dortmund
- 20 mars - La rochelle
- 26 mars - Hambourg
- 6 avril - Canada
- 18 mai - Nîmes
- 8 juin - Briançon
- 17 juin - Troyes
- 26 juillet - Tunisie
- juillet - Mont-de-Marsan
- 14 au 19 octobre - Canada (Place des arts)
- 20 octobre - Victoriaville
- 21 au 25 octobre - Québec
- 26 octobre - Shawinigan
- Saint-Jean
- Trois-Rivières
- 6 novembre - Verdun
- Caen
- Dax

### 1976
- 23 avril - Chalais (Suisse)
- 2 décembre - Épinal
- 3 décembre - Nancy
- 4 décembre - Troyes
- 6 décembre - Reims
- 7 décembre - Lille
- 8 décembre - Halluin
- 9 décembre - Abbeville
- 10 décembre - Douai
- 11 décembre - Evreux
- 14 décembre - Toulouse
- 15 décembre - Albi
- 16 décembre - Pamiers
- 17 décembre - La grande motte

### 1977
- 4 au 26 janvier - Paris (Olympia)
- 10 au 13 février - Montréal (Salle Wilfrid-Pelletier)
- 14 février - Province
- 15 au 20 février - Québec
- 21 au 23 février - Province
- 24 au 27 février - Montréal (Salle Wilfrid-Pelletier)
- 15 avril - Garches
- juin - Beaunes
- juillet - Tournée Moyen Orient
- 23 juillet - Marseille
- 24 juillet - Maubeuge
- 10 septembre - Cambrai
- 7 octobre - Bruxelles
- 17 et 18 décembre - Prague
- 20 décembre - Kosice

### 1978
- 14 janvier - Bruxelles
- 11 février - Rouen (Théâtre des arts)
- 25 février - Puisieux
- 3 mars - Tubize
- 4 mars - Amiens
- 25 mars - Saint-étienne
- 26 mars - Château Meillan ; matinée
- 15 avril - Tournée du Moyen-Orient
- avril - Istanbul
- avril - Izmir
- 17 et 18 avril - Jordanie
- 30 avril - Valence ; matinée
- 13 mai - Knokke le Zoute
- 14 mai - Blet ; matinée
- 27 mai - Aclens (Suisse)
- 3 juin - Troyes
- 9 juin - Nivelles
- 17 juin - Niederbronn
- 24 juin - Longwy
- 25 juillet - Cannes (Casino d'hiver) ; Gala privé Kashoggi
- 29 septembre - Delémont (Suisse)
- 30 septembre - Annecy
- 2 octobre - Agen
- 3 octobre - Saint-Julien en Genevois
- 7 octobre - Bruxelles (Forest National)
- 15 novembre au 17 décembre - Canada
- 29 novembre - New-York
- Ankara

### 1979
- 22 janvier au 5 février - Océan indien ; Iles Maurice, Madagascar, Réunion et les Seychelles
- 14 au 27 février - Amérique du sud ; Brésil, Argentine, Mexique
- 2 au 8 mars - Espagne ; Madrid, Barcelone, Valence, Séville, Malaga, Bilbao
- 10 au 23 mars - Tournée Afrique subsaharienne
- 29 mars - Evreux
- 31 mars - Nogent-sur-Marne
- 8 avril - Réunion club Dalida
- 15 avril - Clermont-Ferrand
- 19 mai - Marseille
- 20 mai - Allonnes (Sarthe - Parc de Chaoué)
- 24 mai - Cravant les Côteaux
- 31 mai au 3 juin - Le Caire
- 24 juin - Lésignan
- 29 juin - Monte Carlo (Sporting-Club)
- 30 juin - Marseille
- 1er juillet - Draguignan
- 7 juillet - Marignane
- 9 juillet - Toulouse
- 14 juillet - Ostende
- 23 juillet - Saint-Vincent de Tyrosse
- 28 juillet - Knokke le Zoute
- 2 septembre - Lavaur
- 3 septembre - Cavaillon
- 7 au 14 septembre - Liban
- 16 au 19 septembre - Liban
- 18 octobre - Montpellier

## Années 1980

### 1980
- 5 au 20 janvier - Paris (Palais des sports)
- 21 mars - Saint-Étienne
- 23 avril - Genève, Patinoire des Vernets (Suisse)
- juin - Athènes (Stade Coubertin)
- 11 juillet - Maubeuge
- 18 juillet - Daglan
- 30 juillet - Ajaccio (Stade Coty)
- 4 août - Mimizan
- 8 août - Sète
- 9 août - La Grande-motte
- 11 août - Colmar
- 11 août - Cannes
- 13 août - Alès
- 14 août - Gemenos
- 15 août - Barcelonnette
- 16 août - Canet-plage
- 18 août - Cannes
- 19 août - Nice
- 6 septembre - Moutier, patinoire (Suisse)
- Saint-Jean-De-Luz

### 1981
- 31 janvier - El Menzah (Palais des sports)
- 18 mars au 19 avril, sauf 25 et 30 mars, 6 avril - Paris (Olympia)
- 21 avril - Lille
- 7 au 10 mai - Abu Dhabi
- 6 juin - Knokke-le-Zoute
- 8 août - Périgueux
- 16 octobre - Paris (Esplanade Palais de Chaillot)
- 17 octobre - Paris (Trocadéro)

### 1982
- 21 juillet - Maubeuge
- décembre - Istres
- Allemagne ; Munich, Dusseldorf, Berlin

### 1983
- 11 février - Varsovie ; 2 représentations
- 12 et 13 février - Katowice ; 4 représentations
- 9 octobre - Vincennes (Force ouvrière)
- 10 novembre - Alger
- Le Caire

### 1984
- 24 mars - Bruxelles
- 25 février - Belgique
- 16 et 17 avril - Montréal
- 18 et 19 avril - Québec
- 20 avril - Ottawa
- 24 au 29 avril - Etats-Unis, Broadway, New-York, Los-Angeles
- 18 mai - Marseille
- mai 1984 - Reims, Provins
- 24 mai - Beauvais
- 6 juin - Belley
- 7 juin - Albertville
- 8 juin - Annecy
- 9 juin - Annemasse
- 11 juin - Oyonnax
- 12 juin - Lons-le-Saunier
- 13 juin - Dole
- 14 juin - Besançon
- 15 juin - Vesoul
- 16 juin - Epinal
- 21 juillet - Aix-les-thermes
- 22 juillet - Trie sur braise
- 23 juillet - Luchon
- 24 juillet - Bagneres-de-bigorre
- 25 juillet - Argelest-gazost
- 26 juillet - Cazaubon barbotan
- 27 juillet - Valence d'agen
- 28 juillet - Aurignac
- 29 juillet - Fumel
- 30 juillet - Aiguillon
- 31 juillet - Agen
- 2 août - Barcarès
- 3 août - Cap d'Agde
- 4 août - Narbonne plage
- 5 août - Canet plage
- 6 août - Argelès-sur-Mer
- 7 août - Canet Brasilia
- 8 août - Valras
- 9 août - Coursan
- 10 août - Gruissan
- 11 août - Saint-Cyprien
- 12 août - Grau d'Agde
- 13 août - Limoux
- 14 août - Béziers
- 15 aout - Auch
- 16 août - Toulouse
- 1er septembre - Ostende

### 1985
- 9 mars - Paris - Réunion de l'association
- 8 mai 1985 - Munich (Deutsches theater)
- 9 mai - Düsseldorf (Schuhmann saal)
- 10 mai 1985 - Berlin (Philharmonie)
- 12 mai - Stuttgart (Liederhalle)
- 13 mai - Berne, Kursaal (Suisse)
- 14 mai - Zurich, Bernhard Theater (Suisse)
- 15 mai - Genève, Grand Casino (Suisse)
- 13 juillet - Knokke le zoute
- juillet - Hyères

### 1986
- Le Caire
- juillet - Seychelles, 2 concerts
- 24 et 25 octobre - Los Angeles (Shrine auditorium)
- Londres

### 1987
- 5 avril - Paris - Réunion de l'association
- 29 avril 1987 - Antalya